# 圣女贞德教堂 (鲁昂)

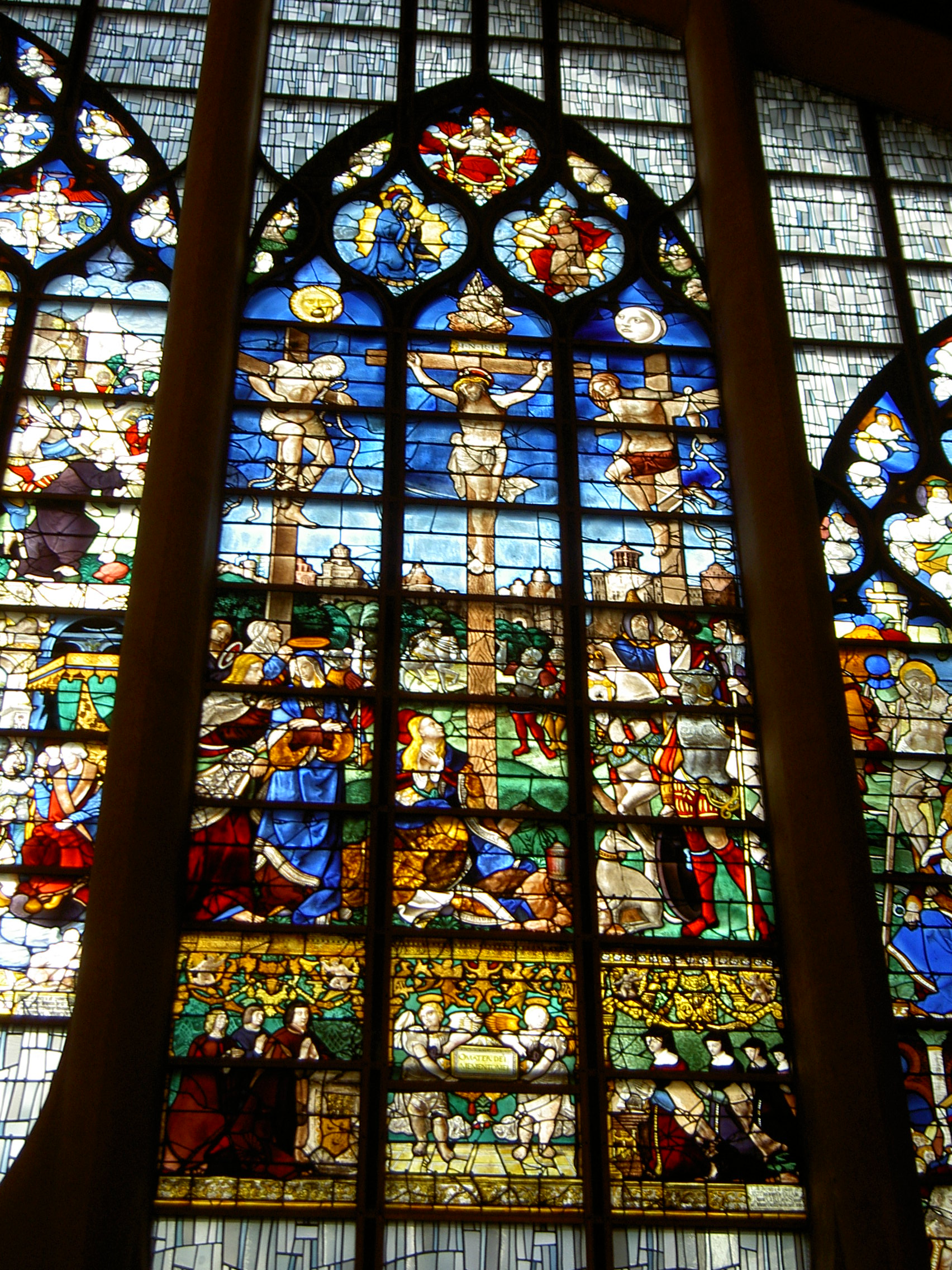
花窗玻璃

圣女贞德教堂（Église Sainte-Jeanne-d'Arc）是法国鲁昂市中心老集市广场上的一座天主教堂。
圣女贞德教堂是建筑师Louis Arretche的作品。这个教堂建筑造型如同海盗船和鱼，花窗玻璃则属于1944年被毁的的圣文生教堂，位于贞德街（Rue Jeanne-d'Arc）底。1979年5月27日，法国总统瓦勒里·季斯卡·德斯坦为圣女贞德教堂揭幕。

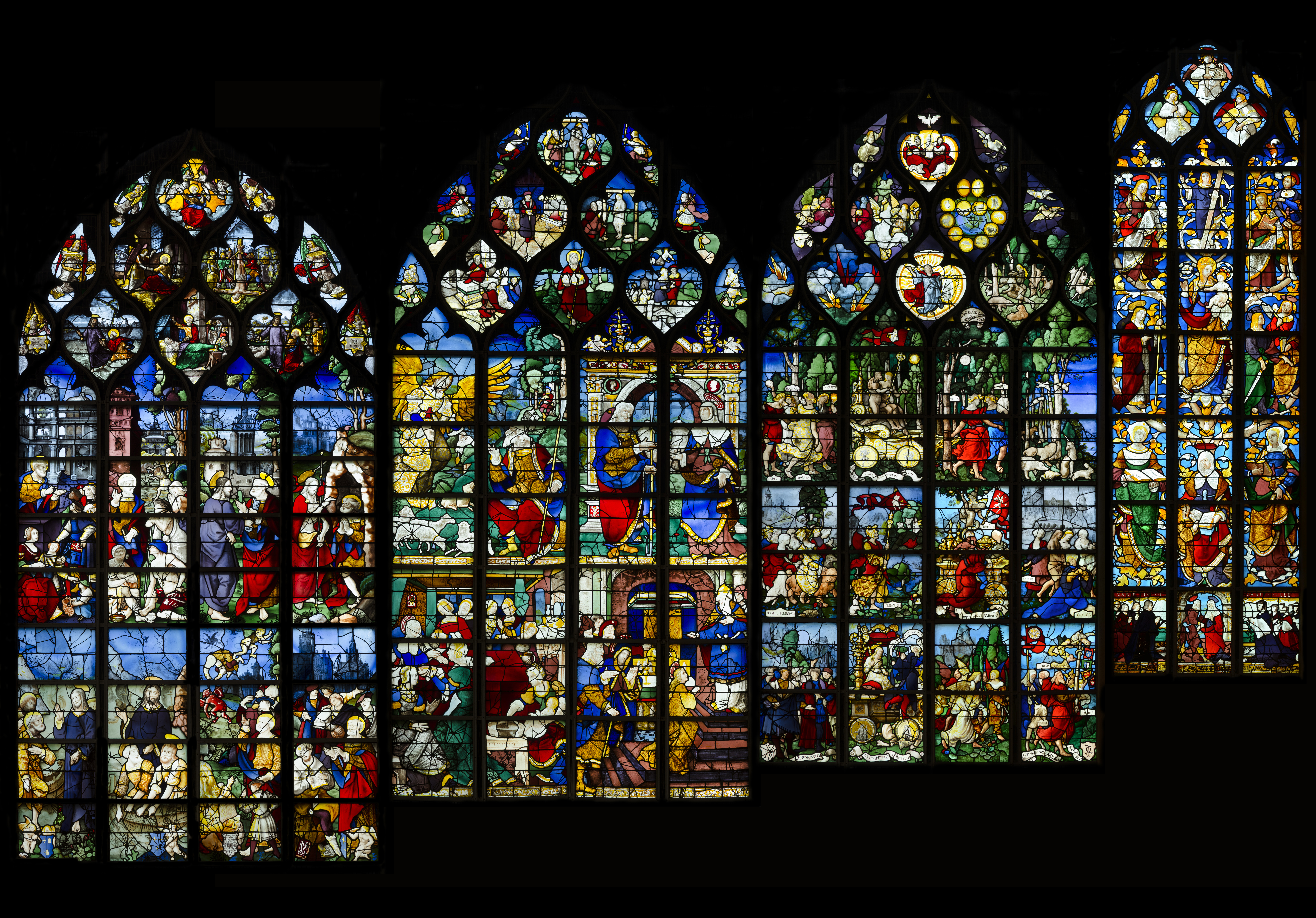
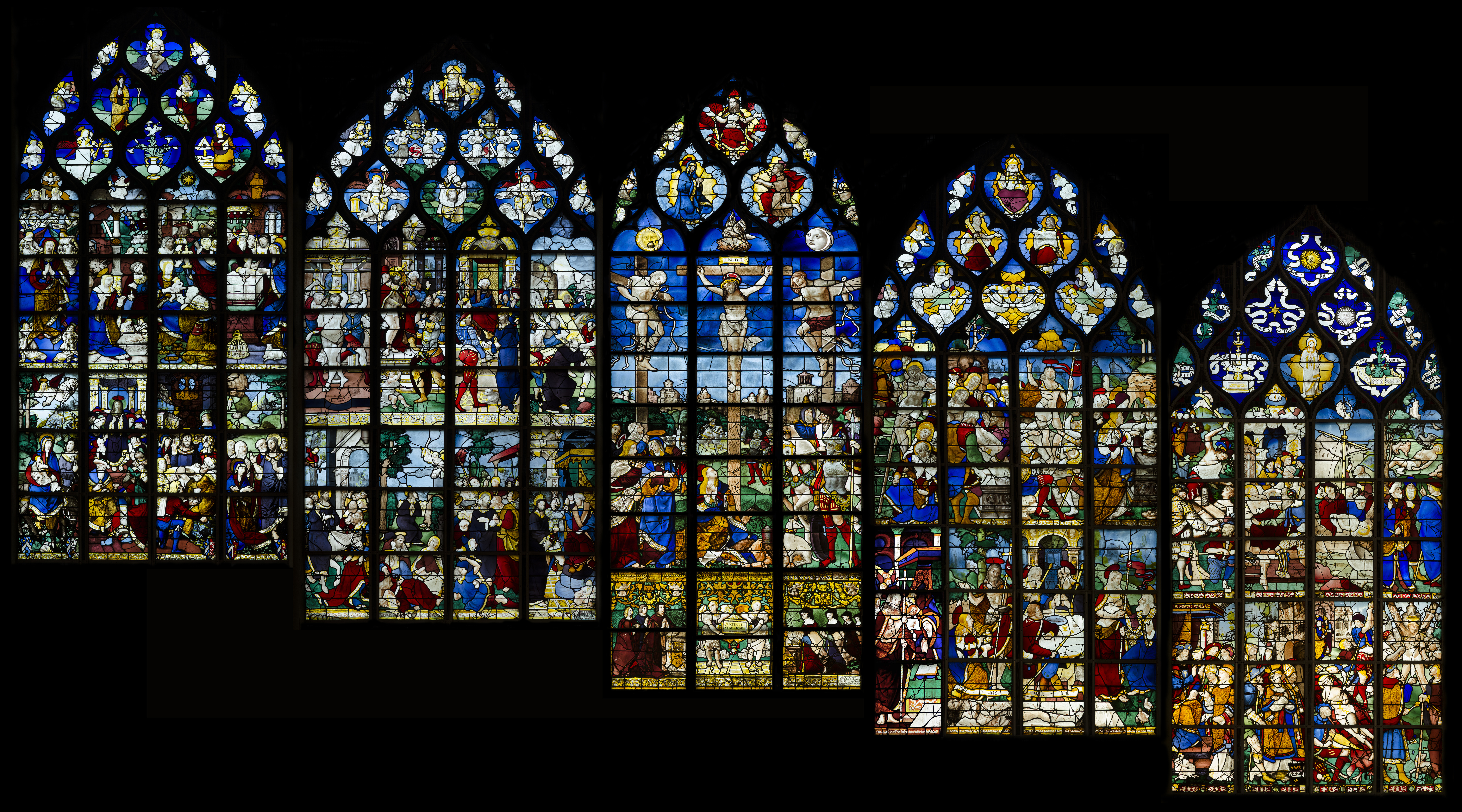
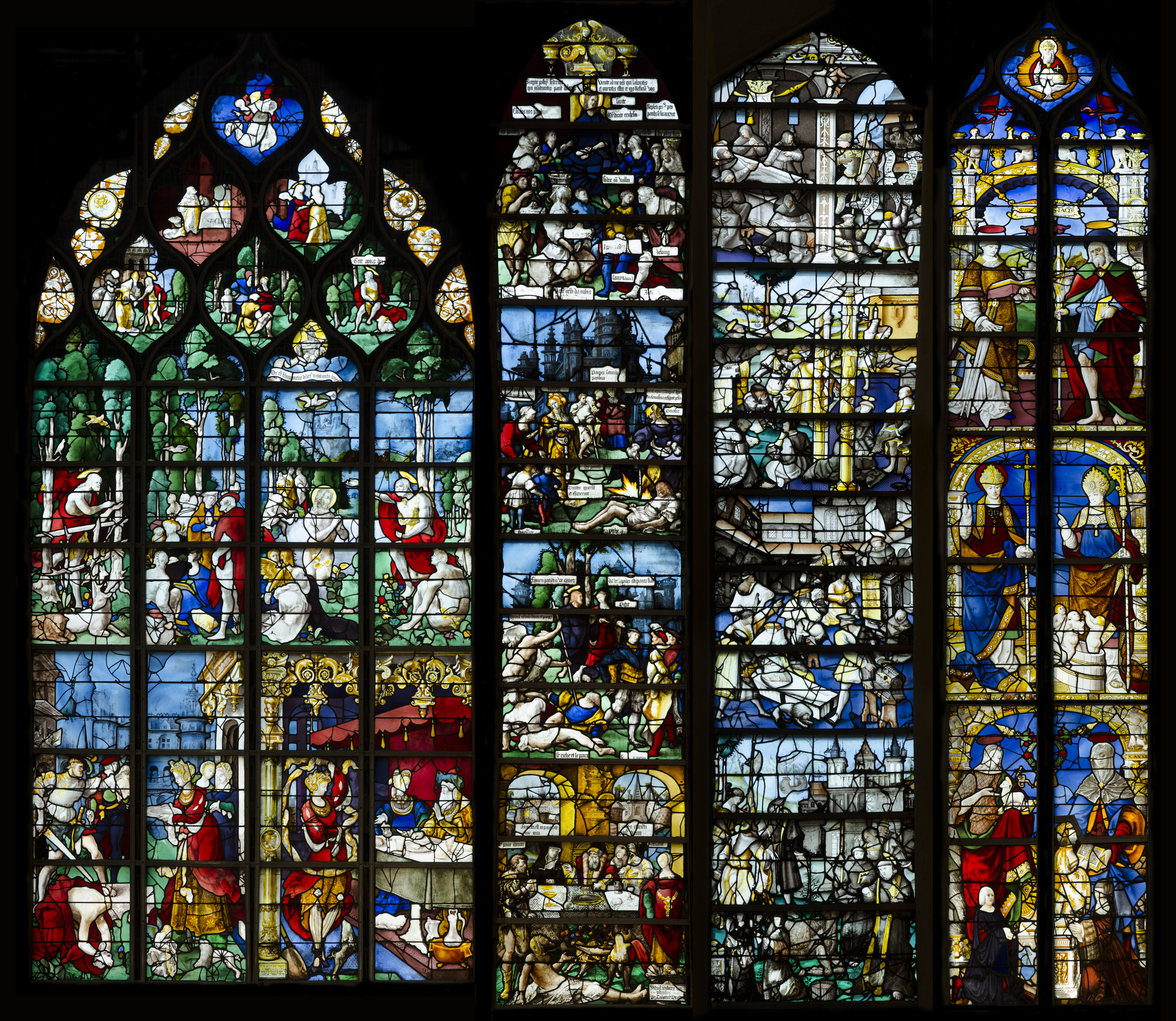